# Cristiano di Waldeck
Cristiano di Waldeck (Eisenberg, 25 dicembre 1585 – Waldeck, 31 dicembre 1637) fu conte di Waldeck-Wildungen e ciambellano imperiale.

## Vita
Cristiano era figlio del conte Giosia I di Waldeck-Eisenberg (1554-1588) e di sua moglie Maria di Barby (1563-1619). Fu tutore di suo nipote Simone Luigi (1627-1631) ed in seguito per il figlio di questi Simone Filippo (1636-1637) nella contea di Lippe.
Cristiano di Waldeck fu responsabile per la serie particolarmente violenta di caccia alle streghe a Wildungen, che cominciò nel 1629. Fino al 1632, i processi costarono la vita a 29 vittime, incluso Elisabeth Kotzenberg, moglie di Günther Samuel, che era segretario di Cristiano. Fu torturata e morì nel municipio il 3 luglio 1630.
Cristiano morì nel 1637 e fu succeduto come conte di Waldeck-Wildungen da suo figlio Filippo VII. Suo figlio minore, Giovanni, diventò conte di Waldeck-Landau con il nome di Giovanni II.

## Matrimonio e figli
Il 18 novembre 1604 sposò la contessa Elisabetta (1584-1661), figlia del conte Giovanni VII di Nassau-Siegen e di sua moglie Maddalena di Waldeck-Wildungen. Cristiano ed Elisabetta ebbero 16 figli:
- Maria Maddalena (1606-1671)

sposò nel 1623 il conte Simone VII di Lippe-Detmold
- Sofia Giuliana (1607-1637)

sposò nel 1633 il langravio Ermanno IV d'Assia-Rotenburg, figlio del langravio Maurizio d'Assia-Kassel
- Anna Augusta (1608-1658)

sposò nel 1627 il conte Giovanni di Sayn-Wittgenstein
- Elizabetta (1610-1647)

sposò nel 1634 il conte Guglielmo Virico di Daun-Falkenstein
- Maurizio (1611-1617)
- Caterina (1612-1649), sposò:

nel 1631 il conte Simone Luigi di Lippe-Detmold
nel 1641 il duca Filippo Luigi di Holstein-Wiesenburg
- Filippo VII (1613-1645), conte di Waldeck-Wildungen

sposò nel 1634 la contessa Anna Caterina di Sayn-Wittgenstein
- Cristina (1614-1679)

sposò nel 1642 il conte Ernesto di Sayn-Wittgenstein-Homburg
- Dorotea (1616-1661)

sposò nel 1641 il conte Emico XIII di Leiningen-Falkenburg
- Agnese (1617-1651)

sposò nel 1650 il conte Giovanni Filippo III di Leiningen-Dagsburg
- Sibilla (1619-1678)

sposò nel 1643 il conte Federico Emico di Leiningen-Dagsburg
- Giovanna Agata (1620-1636)
- Gabriele (1621-1624)
- Giovanni II (1623-1680), conte di Waldeck-Landau, sposò:

nel 1644 la contessa Alessandrina Maria di Veblen-Meggen
nel 1655 la langravia Dorotea Enrichetta d'Assia-Darmstadt
- Luisa (1624-1665)

sposò nel 1647 il barone Gerardo Luigi di Effern

## Fonti
- Karl Eichler: Die Wildunger Hexenprozesse, in: Geschichtsblätter für Waldeck und Pyrmont, issue 24, 1927, p. 103–126 (in particolare pp. 104, 106, 111 e 112)
- Klettenberg: Waldeckischer Helden- und Regentensaal, manuscript, circa 1850, Online at Verein für hessische Geschichte und Landeskunde

| Controllo di autorità | VIAF (EN) 20110351 · ISNI (EN) 0000 0000 0694 1056 · CERL cnp01065043 · GND (DE) 104194693 |